# Nava (Astúries)
Nava és un conceyu de la Comunitat Autònoma del Principat d'Astúries. També és el nom d'una parròquia del conceyu, així com el nom de la seva capital. Limita al nord amb Sariegu, Villaviciosa i Cabranes, al sud amb Llaviana i Piloña, a l'est amb Piloña i a l'oest amb Bimenes i Siero.
A la seva capital es troba el Museu de la Sidra. Des de 1969 s'hi celebra cada any el Festival de la Sidra de Nava que ha donat molta popularitat al concejo.

## Història

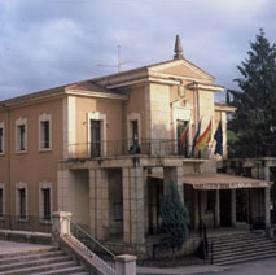
Ajuntament de Nava

### Prehistòria i època romana
Les seves primeres troballes són del Paleolític amb restes de materials lítics trobats a l'aire lliure. S'ha trobat també un túmul aïllat en aquesta zona concretament a Paraes, sent aquest l'únic catalogat, encara que han aparegut més però estan sense datar. També han aparegut destrals de bronze en Pruneda, dos de doble anell, una amb un sol rosteix i altra amb taló però sense anells. La seva cultura castrenya està bé representada per tres castros. La Cogolla en Cesa, El Castiello de Sales a Polanava i la Forca a Viobes, han aparegut altres restes que no han estat ni excavats. Les seves restes romanes no són de gran abundància, són restes numismàtiques i de ceràmica.

### Edat mitjana i moderna
De la seva època medieval i en les seves primeres dates, sabem que havia unes terres denominades Nava. Serà al voltant del segle xii, quan vam començar a trobar documentació sobre unes donacions que incloïen un lloc anomenat Sales de Nauna. També trobem notícies sobre un monestir de San Bartolomé. Durant el segle xiii ja apareixen senyorius laics amb influència en aquesta zona, com la Casa de Noreña i també influència religiosa com l'església d'Oviedo, el monestir de San Vicente i San Bartolomé de Nava que estendran les seves influències no solament per aquest concejo, sinó pels veïns, aquest monestir va ser molt afavorit per la casa de Noreña.
Va ser Alfons X el Savi qui fundà la pobla de Nava a la qual dota amb el fur de Benavente amb els privilegis d'un mercat setmanal i altres beneficis convertint-se en el principal vèrtex econòmic i administratiu. Aquesta pobla de Nava no va aconseguir el seu objectiu, en part a causa de la influència monàstica de San Bartolomé. Aquest concejo passa per diferents mans, la casa de Noreña, al comte de Trastámara futur Enric II, que la hi cedirà al seu fill bastard el comte Alfons, que va tenir contínues rebel·lies contra la corona, fins a la seva derrota que significà el retorn d'aquestes terres a la corona.
En el segle XV hi ha una família que comença a destacar, la Casa de Nava que tindrà continus enfrontaments amb altres Cases per a obtenir la seva hegemonia sobre aquestes terres. Els monestirs de San Bartolomé de Nava i Santa María de Villamayor són annexionats pel monestir de San Pelayo d'Oviedo. Va haver diferents focus de lluita entre el vedat eclesiàstic i la Casa de Nava, sent el mateix corregidor el qual posés fre a aquests enfrontaments, encara que els problemes van continuar durant els següents segles. En el segle xviii, havia només dos vedats, el de San Bartolomé i el vedat de Nava. Cal destacar les dures condicions de vida en aquesta època, reflectits en els episodis epidémicos que van assolar el concejo.

### contemporània
En el segle xix, la guerra de la Independència espanyola va tenir una incidència local. En les guerres carlines destaca l'atac a Nava, obra de la partida tradicionalista de Faes. El més ressenyable va ser l'abolició dels vedats i la seva incorporació a la legislació ordinària. En aquest concejo el desenvolupament miner va tenir un caràcter marginal. S'inaugura el tram de ferrocarril Oviedo-L'Infiestu que passa per Nava. En aquesta època és un concejo amb una gran expansió ramadera.
En el segle xx, aquest concejo és de tendència conservadora, en part a causa del seu ambient rural. Això es va veure trencat per la revolució d'octubre de 34, del que cal destacar l'aixecament de gents del camp i de les fàbriques ataquen la caserna de la Guàrdia Civil i incendien la casa rectoral i la d'un terratinent. Després de la derrota algunes partides van seguir fustigant al règim franquista per una dècada. La resta del segle Nava té un caràcter marginal referent a la industrialització, especialitzant-se en el sector lacti. La hi considera una de les capitals asturianes de la sidra al costat de Villaviciosa.

## Geografia
Té una població de 5.475 habitants i els seus principals nuclis són per nombre d'habitants: Nava capital, Llames, Bajo Ceceda, El Remedio, Piloñeta, Quintana, Pruneda i Castañera. Les seves vies de comunicació són: la N-634 que travessa el concejo d'oest a est i que va d'Oviedo a Santander i el ferrocarril Econòmic d'Astúries que va paral·lel al riu Piloña. Està a una distància de la capital del Principat de 31 quilòmetres.
És un concejo de suau relleu que es troba entre muntanyes, les seves principals altures són el Peñamayor de 1.140 metres o La Triguera de 1.291 metres. Els seus principals rius són: Viao i Punegru, tots ells confluïxen en Piloña. Nava és un concejo en el qual predomina els prats, ja que ocupen més de la meitat del seu territori estant vinculats a la criatura del bestiar. Una tercera part de la seva superfície està ocupat per grans masses forestals, les seves principals espècies són: el pi, l'eucaliptus, el freixe, el teixo i el roure.

## Parròquies
El concejo de Nava està dividit en 6 parròquies
- Cecea
- Cuenya
- El Remediu
- Nava
- Priandi
- Tresali

## Evolució demogràfica
En l'últim cens electoral de 1996 se li dona una població de 5.681 habitants, encara que actualment té una població de 5.475 habitants. Aquesta població ha sofert diverses alts i baixos durant tot el segle xx, així durant els tres primers decennis la seva població va augmentar no per la seva evolució econòmica, sinó per creixement vegetatiu que compensa les pèrdues produïdes per la seva emigració, situant-lo en l'any 1900 amb una població de 5.857 habitants, arribant en 1930 a 6.437, però entre 1930 i 1950 l'emigració augmenta i el seu creixement vegetatiu no és suficient per a aconseguir el creixement demogràfic, entrant aquest concejo en una fase de despoblament. Aquest es veurà parat entre 1950 i 1960 a causa de l'auge econòmic dels veïns concejos miners. Acabada aquesta època el concejo s'enfonsa en una dinàmica de repressió que es veurà accentuada per un descens de la taxa de natalitat.
Això ha portat una estructura demogràfica envellida impossible d'assegurar-se la seva pròpia supervivència, ja que el 27,5% ho ocupen les persones majors de 60 anys i el 23,5% són joves. La seva emigració va tenir importància a la fi del XIX i principis del XX, la seva destinació preferida va ser Argentina. En la segona meitat del segle xx va haver un nou corrent d'emigració però no tan forta com l'anterior i aquesta vegada dirigida cap al centre d'Europa.

## Economia
La majoria de la seva població viu de l'activitat agropecuària i en la seva agricultura predominen els cultius de farratges i blat de moro. El seu sector industrial té una acreditada fama sobretot per l'elaboració de sidra. Cal destacar el sector serveis, que es concentra en el comerç i l'hostaleria que ha crescut en els últims anys.

## Política
En el concejo de Nava el partit que més temps ha governat ha estat el PSOE, i juntament amb el PAS, són els únics partits que han governat el concejo. Des de 2003 l'aalcalde és el socialista Claudio Escobio Valvidares.
|      | PSOE | PP | APN | Altres | Total |
| ---- | ---- | -- | --- | ------ | ----- |
| 2003 | 6    | 5  | 2   | 0      | 13    |
| 2007 | 7    | 4  | 2   | 0      | 13    |